# Parafia św. Andrzeja Apostoła w Łukowicy
Parafia Świętego Andrzeja Apostoła w Łukowicy – parafia rzymskokatolicka znajdująca się w diecezji tarnowskiej w dekanacie Łącko. Erygowana w XIII wieku. Mieści się pod numerem 11. Prowadzą ją księża diecezjalni.
Swoim zasięgiem parafia obejmuje wsie Łukowica, Owieczka, Świdnik oraz częściowo Roztoka i Jastrzębie. Do roku 1933 w skład ziem parafialnych wchodziła również pobliska wieś Młyńczyska, w której teraz istnieje samodzielna parafia.
Proboszczem parafii jest ks. Wiesław Majca.
Odpust parafialny obchodzony jest dwukrotnie: w niedzielę przed lub po 24 maja - święcie Matki Bożej Wspomożycielki Wiernych oraz 30 listopada - w święto św. Andrzeja Apostoła.

## Kościoły
Funkcję kościoła parafialnego pełni nowy kościół pw. Matki Boskiej Wspomożenia Wiernych, wzniesiony w latach 1984-1995.
Ponadto parafia zarządza również:
- zabytkowym kościołem pw. św. Andrzeja Apostoła
- kaplicą cmentarną pw. Świętego Krzyża
- kaplicą Matki Bożej Bolesnej w Świdniku
- kaplicą św. Jana Pawła II w Roztoce